# Caleb Ekuban
Caleb Ansah Ekuban, född 23 mars 1994 i Villafranca di Verona, är en italiensk-ghanansk fotbollsspelare (anfallare) som spelar för Genoa. Han har tidigare tillhört engelska Leeds United. Ekuban är född i Italien men har ghananska föräldrar och spelar för Ghanas landslag.

## Klubblagskarriär

### Chievo Verona
Ekuban skrev sitt första proffskontrakt med Chievo Verona 2012 och tillhörde sedan klubben under fem år utan att få någon speltid. Den ständigt nedflyttningshotade Serie A-klubben valde att använda sig av mer rutinerade spelare, och Ekuban tillbringade tre raka säsonger mellan 2013 och 2016 på lån till olika italienska klubbar i lägre divisioner.

#### Partizani Tirana (lån)
Säsongen 2016/2017 var Ekuban utlånad till albanska Partizani Tirana, där han gjorde 17 mål på 33 matcher och hjälpte klubben till en andraplats i ligan samt kvalifikation för spel i Europa League. Partizani uttryckte efter säsongen intresse för att värva spelaren på permanent basis.

### Leeds United
Den 11 juli 2017 värvades Ekuban av Leeds United och skrev på ett fyraårskontrakt. Övergångssumman uppgavs ligga på omkring en halv miljon pund. Ekuban debuterade för Leeds United den 9 augusti 2017, då han spelade från start i en seger med 4-1 mot Port Vale i ligacupen. Han gjorde ett mål i debuten. Den 22 augusti spelade han sin första seriematch i ett bortamöte med Sunderland (seger 2-0), men tvingades utgå en dryg timme in i matchen efter att ha brutit foten. Klubben meddelade i början av september att Ekuban genomgått en operation och förväntades vara borta i åtta veckor.
Den 19 november spelade han sin första match efter skadan, då han byttes in i en segermatch med 2-1 mot Middlesbrough. Ekuban tog sig snabbt in i startelvan, men den 9 december, i bara sin femte match efter återkomsten mot Queens Park Rangers borta, tvingades han utgå innan halvtidsvilan med en mindre fraktur i foten. Veckan efter meddelade klubben att Ekuban inte skulle behöva opereras, men förväntades vara borta i sex veckor. Han var åter i spel den 10 februari 2018 mot Sheffield United. Efter åtta månader i Leeds och i sin fjortonde seriematch gjorde Ekuban den 30 mars 2018 sitt första och enda ligamål, då Bolton hemmabesegrades med 2-1. Ekuban spelade sammanlagt 21 matcher under sin debutsäsong i Leeds, och gjorde två mål.
Ekuban figurerade i begränsad omfattning under Leeds försäsong sommaren 2018, och fanns inte i spelarförteckningen med när klubben tillkännagav tröjnumren för den kommande säsongen.

#### Trabzonspor (lån)
Den 29 augusti 2018 lånades Ekuban ut till den turkiska klubben Trabzonspor för hela den kommande säsongen. Låneavtalet innehöll en köpoption. Ekuban debuterade för klubben den 1 september, genom att bli inbytt i den 86:e minuten och göra 4–0-målet i en seger med samma siffror över storklubben Galatasaray. Han spelade 36 matcher i alla tävlingar, och gjorde åtta mål.

### Trabzonspor
Efter att ha imponerat under lånet från Leeds United, värvades Ekuban sommaren 2019 av Trabzonspor på permanent basis. Övergångssumman rapporterades ligga omkring två miljoner pund.

### Genoa
I augusti 2021 värvades Ekuban av Genoa, där han skrev på ett treårskontrakt. I juni 2024 förlängde Ekuban sitt kontrakt med två år samt option på ytterligare ett år.

## Landslagskarriär
Den 24 mars 2019 gjorde Ekuban mål i sin debut för Ghanas landslag, då Kenya besegrades med 1–0 i en kvalmatch till Afrikanska mästerskapet.